# Laphria melania
Laphria melania är en tvåvingeart som beskrevs av Jacques-Marie-Frangile Bigot 1878. Laphria melania ingår i släktet Laphria och familjen rovflugor. Inga underarter finns listade i Catalogue of Life.